# Beatriz Ghirelli
Beatriz Ghirelli de Ciaburri (Buenos Aires, 30 de abril de 1915 - 11 de septiembre de 1992) fue una ingeniera argentina.

## Biografía
Se recibió en 1938 de Ingeniero Mecánico Electricista, siendo la primera ingeniera en graduarse en la Universidad Nacional de La Plata (UNLP), y la segunda en la Argentina en la especialidad.
Tuvo varios cargos en su vida profesional. Cuando cursaba las últimas materias de su carrera universitaria, llegó al Instituto Nacional de Racionalización de los Materiales, colaborando en el primer Departamento Técnico. Trabajó luego en el Instituto Argentino de Normalización y Certificación, y fue designada Directora en 1953. Allí se dedicó a la normalización, cuando se iniciaba la etapa de aplicación del sello IRAM. Según puede leerse en sus propias palabras en el discurso que diera en su rol de Directora Técnica del IRAM sobre Normalización de materiales el 6 de abril de 1957 por LS-10 Radio Libertad-, la estandarización o normalización era el camino hacia la productividad, que otorgaba "un verdadero beneficio económico y un mejor nivel de vida".
Fue directora del IAGA (Instituto Argentino de Grasas y Aceites). Concluye como Directora General del IRAM en 1980, donde fue nombrada Presidenta Honoraria. En junio de 1969 fue vocal titular de la Asociación Argentina de los Químicos y Técnicos de la Industria del Cuero, creada en mayo de 1959. 
El 27 de abril de 1961 fue designada Secretaria General de COPANT, siendo nombrada Secretaria Honoraria en 1988.
Su esposo fue el Ingeniero Civil Miguel Gustavo Francisco Ciaburri, quien fallece a los 65 años siendo vicepresidente de la empresa constructora argentina BENITO ROGGIO E HIJOS. Tuvieron un hijo (Juan Carlos Ciaburri) y una hija. Beatriz Ghirelli falleció el 11 de septiembre de 1992.

## Distinciones
La Fundación Amigos del Casco Histórico de la Ciudad Autónoma de Buenos Aires realizó un homenaje a la Ing. Beatriz Ghirelli de Ciaburri con la adhesión de la Asociación Argentina de Luminotecnia (AADL), manifiesta su adhesión y aliento a tal justo reconocimiento. Se realizó el 30 de abril de 2004 en San Lorenzo 317, Buenos Aires.
El Ingeniero Pablo J. Benia, quien fuera su discípulo en el campo de la normalización, despide a la Ing. Ghirelli con palabras de reconocimiento por su labor americanista, en el Boletín que publicara COPANT luego de su fallecimiento en 1992. 
"Que quienes lean estas líneas le rindan con su pensamiento el justiciero homenaje a quien fue un faro que iluminó a toda América para señalarnos el camino de la unión."
La compañía eléctrica de Argentina Edesur tomó la iniciativa de realizar reconocimientos a las primeras ingenieras argentinas, entre ellas a Ghirelli. Como parte de estos homenajes, en marzo de 2020  fue colocado un retrato de Beatriz Ghirelli realizado por la artista plástica Sofía Eugeni en la Facultad de Ingeniería de la UNLP.  Edesur también inauguró el 11 de marzo de 2020 un nuevo Centro de Capacitación y Entrenamiento Técnico en la localidad de Ezeiza, que lleva el nombre de Ing. Beatriz Ghirelli.
La revista "Banfield, una ciudad con historia", una publicación de la Junta de estudios históricos de Bandfiel rescata en su número 7 a Beatriz Guirelli como personalidad destacada de la región.